# Parábola del juicio final

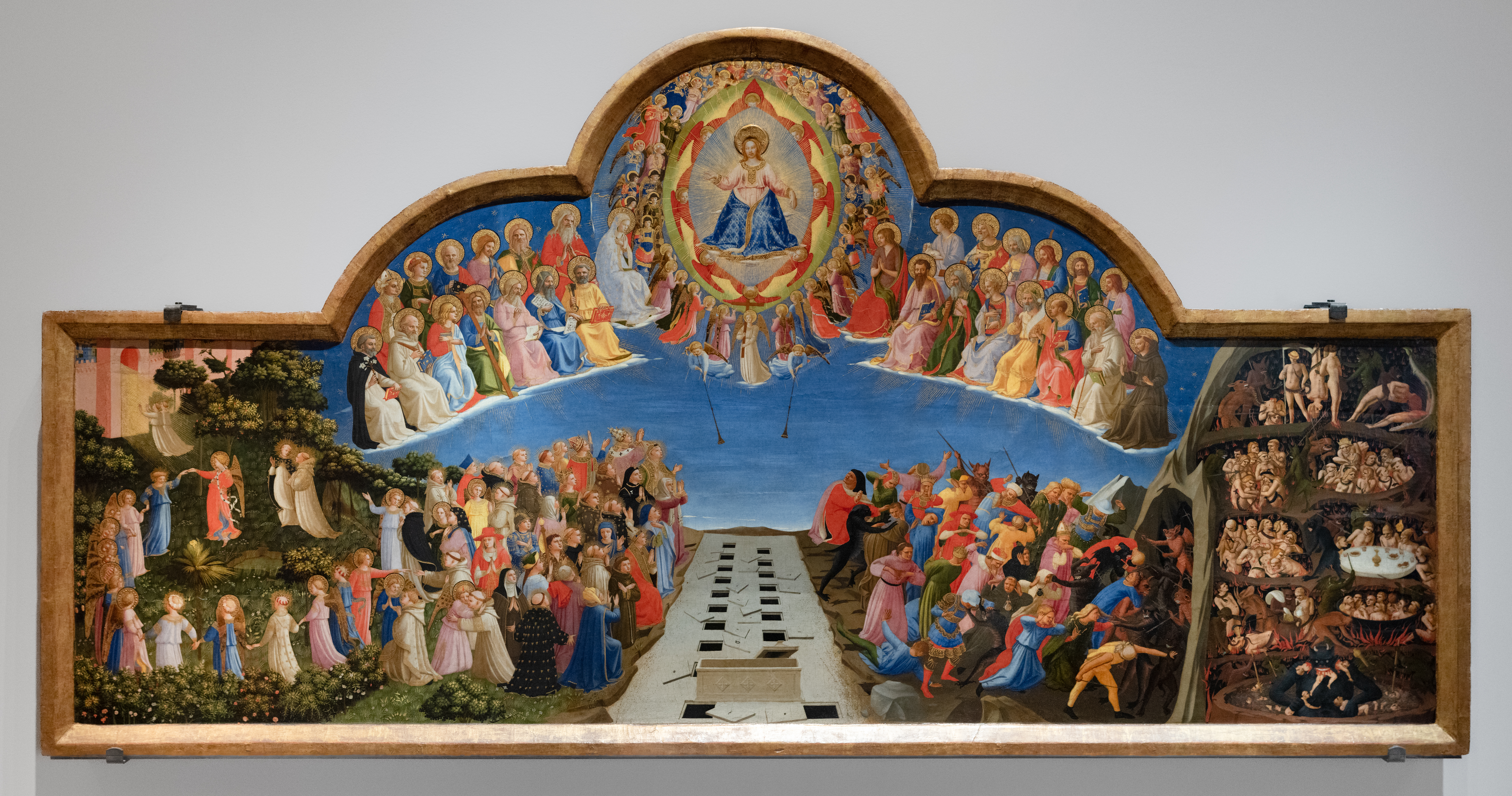
El juicio final, obra de Fra Angelico (c. 1431). Museo Nacional de San Marcos.

La parábola del juicio final, también llamada parábola de las ovejas y los cabritos, o mejor, el juicio de las naciones, el juicio final, o el juicio universal, es parte de un discurso de género apocalíptico que el Evangelio de Mateo (25, 31-46) presenta en labios de Jesús de Nazaret, y que constituye una de las cumbres de su predicación y un compendio de su mensaje exigente. En este pasaje —considerado por algunos como una «obra maestra»—, con el que el evangelista Mateo finaliza el ministerio público de Jesús inmediatamente antes del inicio de su pasión, Jesucristo presenta la compasión como el criterio que decidirá el destino final de los seres humanos. Se trata de una compasión activa, caracterizada por obras de misericordia desarrolladas a favor de los más pequeños –los desheredados, olvidados o desahuciados, los excluidos de la sociedad, los pobres de todo tipo– con los cuales el propio Jesús se identifica.

A la hora del juicio final (último paso de la salvación) Dios valorará mucho más el amor al prójimo, la entrega generosa a él (Mateo 25, 35s) y el respeto hacia los demás, el abstenerse de juzgar al prójimo, que el cumplimiento escrupuloso y angustiado de las normativas humanas que desmenuzan, no siempre con acierto, lo esencial de la Ley.
Antonio Piñero

## El discurso de Jesús de Nazaret

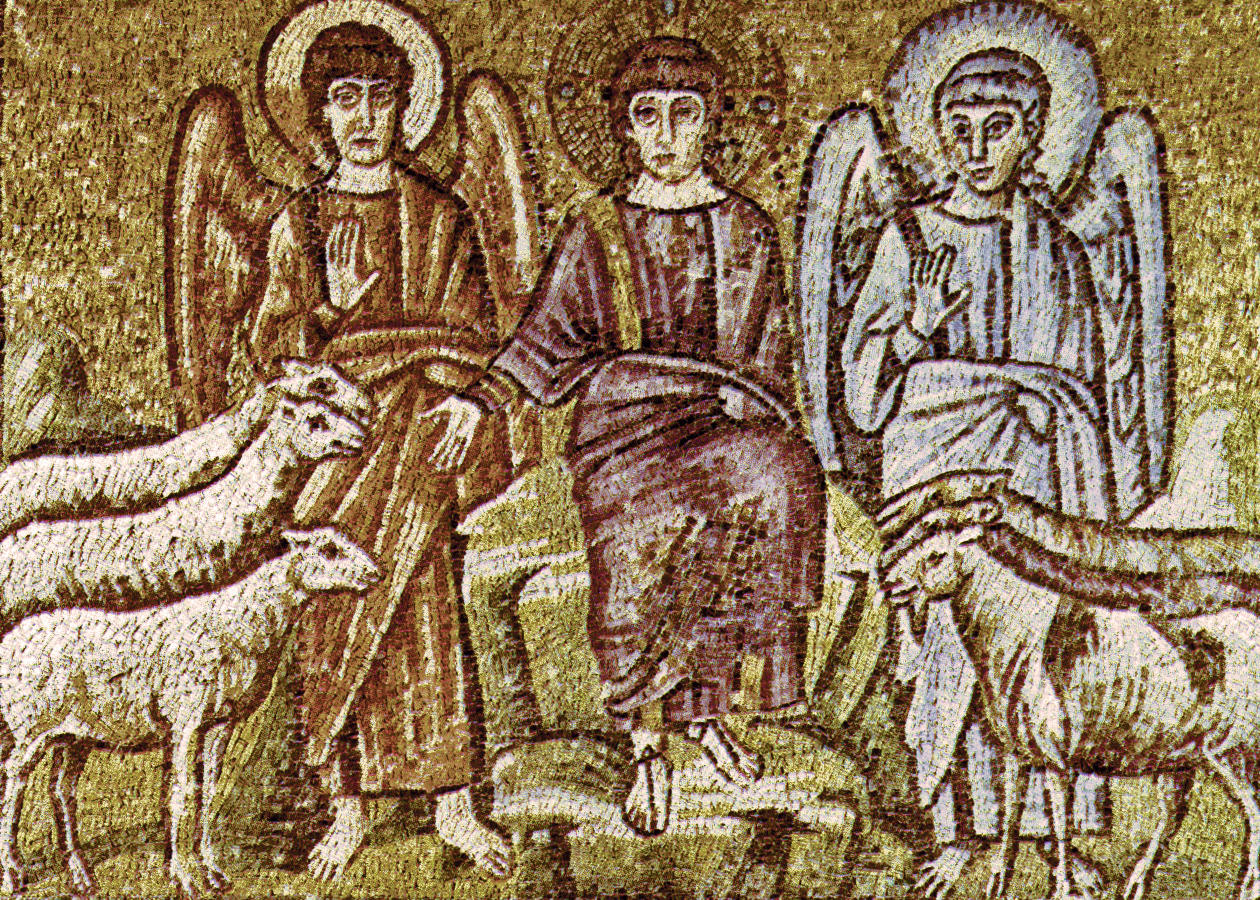
Cristo separa las ovejas de los cabritos, mosaico de principios del. Basílica de San Apolinar el Nuevo, Rávena.

El pasaje, que se encuentra únicamente en el Evangelio de Mateo, ofrece una descripción del juicio universal. La idea de juicio final universal ya existía en el judaísmo del siglo I, pero la concepción prevalente señalaba que Israel sería juzgado con medidas menos severas mientras que los pueblos paganos serían sentenciados duramente. En el cuadro del Evangelio de Mateo, Jesús de Nazaret otorga al juicio final un carácter universal con un único criterio para todos: haber ayudado a los que lo necesitan.

31«Cuando el Hijo del hombre venga en su gloria acompañado de todos sus ángeles, entonces se sentará en su trono de gloria.32Serán congregadas delante de él todas las naciones, y él separará a los unos de los otros, como el pastor separa las ovejas de los cabritos. 33Pondrá las ovejas a su derecha, y los cabritos a su izquierda.
34Entonces dirá el Rey a los de su derecha: “Venid, benditos de mi Padre, recibid la herencia del Reino preparado para vosotros desde la creación del mundo.35Porque tuve hambre, y me disteis de comer; tuve sed, y me disteis de beber; era forastero, y me acogisteis;  36estaba desnudo, y me vestisteis; enfermo, y me visitasteis; en la cárcel, y vinisteis a verme.” 37Entonces los justos le responderán: “Señor, ¿cuándo te vimos hambriento, y te dimos de comer; o sediento, y te dimos de beber? 38¿Cuándo te vimos forastero, y te acogimos; o desnudo, y te vestimos? 39¿Cuándo te vimos enfermo o en la cárcel, y fuimos a verte?” 40Y el Rey les dirá: “En verdad os digo que cuanto hicisteis a unos de estos hermanos míos más pequeños, a mí me lo hicisteis.”
 41Entonces dirá también a los de su izquierda: “Apartaos de mí, malditos, al fuego eterno preparado para el Diablo y sus ángeles. 42Porque tuve hambre, y no me disteis de comer; tuve sed, y no me disteis de beber; 43era forastero, y no me acogisteis; estaba desnudo, y no me vestisteis; enfermo y en la cárcel, y no me visitasteis.”  44Entonces dirán también estos: “Señor, ¿cuándo te vimos hambriento o sediento o forastero o desnudo o enfermo o en la cárcel, y no te asistimos?” 45Y él entonces les responderá: “En verdad os digo que cuanto dejasteis de hacer con uno de estos más pequeños, también conmigo dejasteis de hacerlo.” 46E irán estos a un castigo eterno, y los justos a una vida eterna.»
Evangelio de Mateo 25, 31-46
Versión de la Biblia de Jerusalén

## Género literario
Si bien el pasaje se ha vulgarizado con el título de «parábola del juicio final» o «parábola de las ovejas y los cabritos», no se trata de una parábola propiamente dicha, salvo en los versículos 32 y 33. Así lo comenta un teólogo y biblista contemporáneo:

El primer Evangelio [Mateo] presenta un breve apocalipsis (mal denominado con frecuencia «parábola de las ovejas y los cabritos») en el que la escena tradicional del juicio final aparece descrita con vivos colores, con el Hijo del hombre como juez. Mt 25-31-46 no se ajusta al género «parábola», sino que pertenece a la misma categoría que las escenas de juicio que hallamos en Henoc y en otros apocalipsis. Su único elemento parabólico es el símil del pastor que separa las ovejas y los cabritos, y aun esto es una alusión de pasada; las ovejas y los cabritos no desempeñan ningún papel en la escena principal. El clímax del pasaje se encuentra en las dos sentencias de 25,40.45, que son paralelas de Mateo 10,40-42 y Marcos 9,37. La escena de juicio fue compuesta probablemente para proporcionar un contexto vivo y dramático a estas sentencias.
 Charles Harold Dodd

Este pasaje forma parte del último de los cinco discursos de Jesús en el Evangelio de Mateo, llamado «Discurso apocalíptico» (Mateo 24,1 – 25,46), que pertenece al género literario del mismo nombre.

## Antecedentes y originalidad

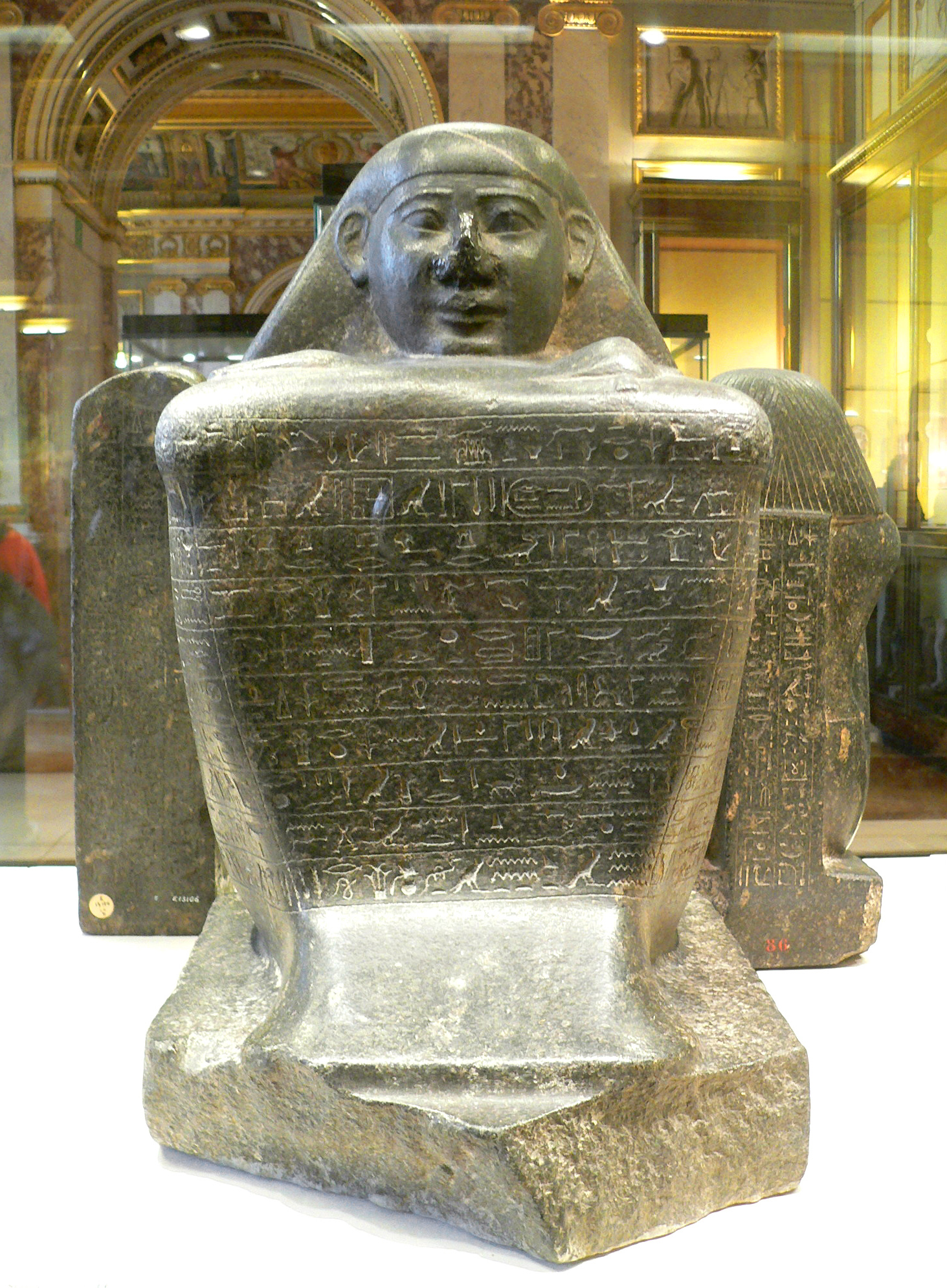
Estatua cúbica que representa a Harwa, gran mayordomo de Amenardis I, la divina adoratriz de Amón, durante la dinastía XXV (c. 710 a. C.). Este personaje proclamaba la realización de diferentes obras benéficas, pero algunas se desarrollaban al servicio del poder y la dominación.

Las obras de misericordia que presenta el Evangelio de Mateo 25, 31-46 se hallan en inscripciones conmemorativas más antiguas, donde se citan como buenas obras realizadas por funcionarios egipcios influyentes. Esos epígrafes no solamente buscaban para las personas la fama y el prestigio en vida y el acceso a una morada eterna luego de la muerte, sino que también eran una expresión de la posición aventajada que tales personas ocupaban en la sociedad.
En la biografía idealizada del gran mayordomo Harwa (c. 710 a. C.), un administrador de alto rango en el Antiguo Egipto durante la dinastía XXV, se incluye entre las obras benéficas el reparto de cargos.

Yo hice lo que los humanos quieren y lo que los dioses alaban: he sido una persona respetable que no cometió ninguna falta. Yo di pan al hambriento, vestidos al desnudo; desterré sufrimientos y alejé la indigencia, sepulté a los dignos y asistí a los ancianos, remedié la necesidad del que nada tenía; fui sombra protectora de los huérfanos, apoyo de las viudas; concedí un cargo a alguien que estaba aún en pañales […]

Pero en el mensaje del Evangelio de Mateo no se propugnan las obras de misericordia para que estén al servicio del poder y la dominación, sino como servicio a Jesús como Señor que se encuentra de incógnito en todos los indigentes. Plinio el Viejo escribió en su Naturalis historia II, 5, 18: «Deus est mortali iuvare mortalem» [«Dios es para un mortal ayudar a los mortales»] y así se otorgaba categoría divina a los que ayudaban; en contraste, el Evangelio de Mateo presenta a Dios en el papel de indigente. Así el cristianismo de origen constituyó el amor al prójimo como una de las obligaciones más graves y exigentes. En el Evangelio de Mateo, junto con señalar el amor a los enemigos con carácter de mandato (Mateo 5, 43-47), Jesús proclama que en el juicio final se medirá a todas las personas y a todos los pueblos con el rasero de la ayuda prestada a los hermanos indigentes del Juez universal. Con ello la tradición cristiana primitiva mostraba la tendencia a ampliar la ayuda más allá de las fronteras nacionales y culturales.

## El papel del Hijo del hombre
En los versículos 34 y 40, el Hijo del hombre recibe el título de «rey» en sus funciones de juez. En el Nuevo Testamento, se titula a Jesús como «rey de los judíos» o «rey de Israel» en distintos momentos, incluyendo en algunos pasajes cargados de dramatismo: de hecho, el cargo condenatorio de Jesús fue «rey de los judíos». En el pasaje de Mateo, el ejercicio de la facultad judicial como rey no esta exenta de una cierta nota de desagravio, como un enaltecimiento que se corresponde con la humillación que padeció Jesús de Nazaret cuando fue sometido por los hombres a un juicio inicuo.

Se sentará como juez el que estuvo sujeto al juez; condenará a los verdaderos reos el que falsamente fue reputado reo.
Agustín de Hipona, Serm. 127,7: ML 38,711.

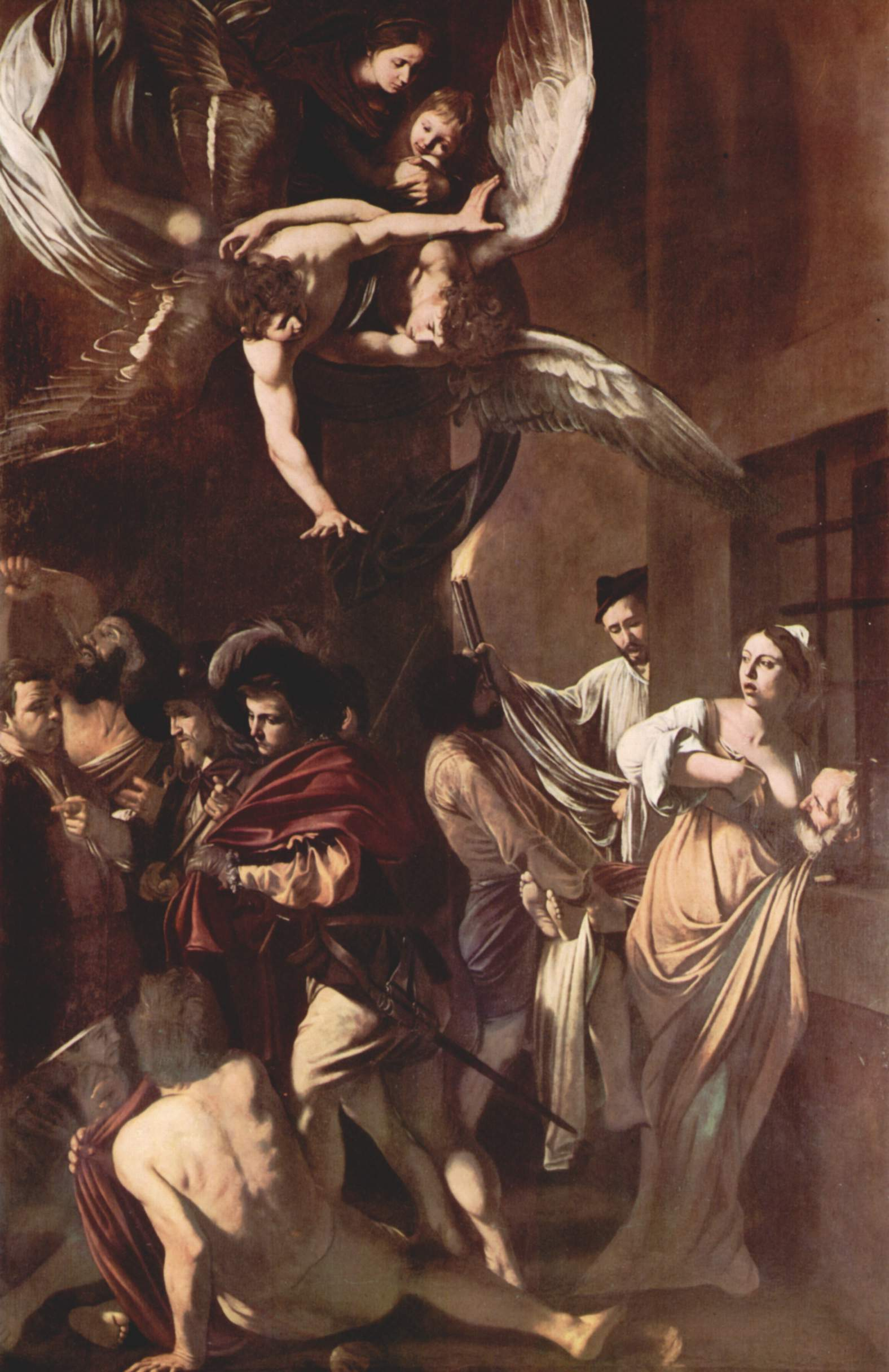
Siete obras de misericordia (1607), de Caravaggio. La enumeración tradicional de las siete obras de misericordia corporales se inspiró en la parábola mateana del juicio final, y fue motivo de representación en diversas obras de arte.

El pasaje del Evangelio de Mateo, ubicado inmediatamente antes del juicio y pasión de Jesucristo, deja entrever que aquella experiencia del juicio que sufrió Jesús de Nazaret no estará ausente del juicio final que él mismo instruya y de la sentencia que él pronuncie. En tal sentido, su juicio será particular en extremo, porque la materia sometida a su fallo será la conducta que los procesados observaron respecto de aquellos a quienes él prefirió y con quienes se identificó: los pobres.

De continuo andaba Jesús entre pobres: no por modestia, no por abnegación, no por ejemplaridad, sino sencilla y llanamente porque los prefería.
José María Cabodevilla, Cristo vivo

## Las clases de obras de amor
El pasaje del Evangelio de Mateo menciona seis clases de obras de amor:
- Dar de comer al hambriento («tuve hambre, y me disteis de comer»);
- Dar de beber al sediento («tuve sed, y me disteis de beber»);
- Dar posada al forastero o peregrino («era forastero, y me acogisteis»);
- Vestir al desnudo («estaba desnudo, y me vestisteis»);
- Visitar al enfermo («estaba enfermo, y me visitasteis»);
- Visitar —o redimir— al cautivo («en la cárcel, y vinisteis a verme»).

Esas obras de caridad aparecen también mencionadas en el Antiguo Testamento, en orden similar, y vuelven a encontrarse en la literatura tardía, donde se encarece el deber de vestir al que no tiene la ropa necesaria, albergar al forastero y visitar al enfermo (Libro del Eclesiástico 7,15), obras a las que está obligado tanto el rico como la gente sencilla.
De allí se infiere que Jesús de Nazaret retoma conscientemente lo ya señalado por los libros proféticos y los escritos sapienciales, pero extiende la norma a todos los hombres, y no como meras obras de beneficencia exteriores, sino como obras nacidas de una actitud interior de compasión.

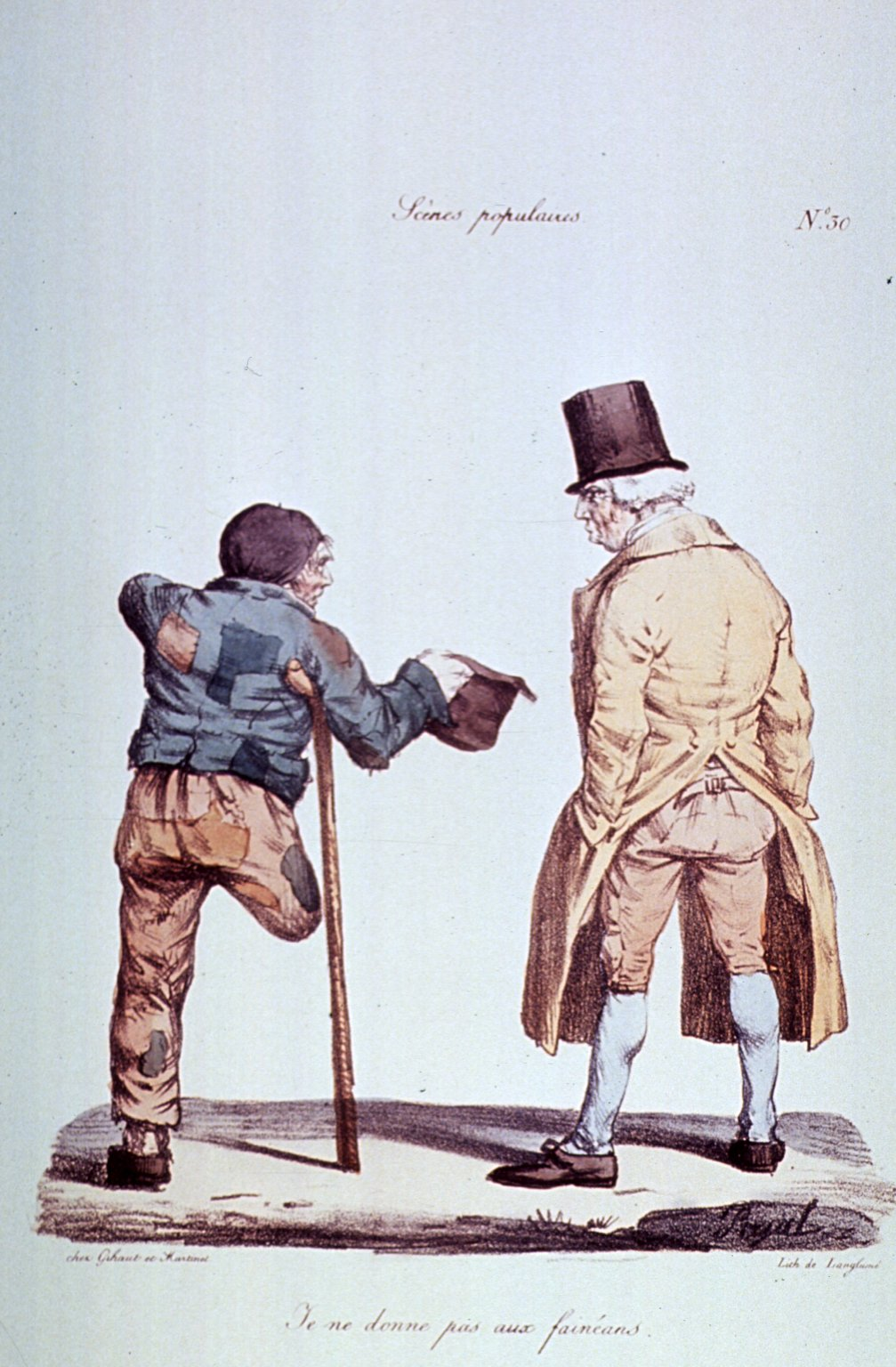
Caricatura de Edmé Jean Pigal (1798-1872) y litografía de Langlumé, en la que un mendigo con una pierna amputada tiende su sombrero a un hombre bien vestido que está de pie con las manos en los bolsillos. El subtítulo en francés reza: Je ne donne pas aux fainéans («Yo no doy a los perezosos»).
La parábola del juicio final describe al Hijo del hombre diciendo en el juicio final: «En verdad os digo que cuanto dejasteis de hacer con uno de estos más pequeños, también conmigo dejasteis de hacerlo.»

Pero las clases de obras de misericordia, tanto corporales como espirituales, que la más antigua tradición cristiana señala en número de catorce, pueden ser muchas más: todo cuanto se haga en beneficio del prójimo y a impulsos de la compasión y la ternura, se considera una obra de amor verdadero.

## Juicio sobre el amor puesto en práctica
Según el Evangelio de Mateo, los comportamientos que pide el Hijo del hombre los espera al margen de la fe que se tenga en él o de una identificación ideológica con su persona, porque en el juicio final el Hijo del hombre juzgará a todos los hombres, no por sus doctrinas o sus declaraciones, sino por el amor que haya o no mostrado en la práctica. Los autores cristianos suelen ver en este pasaje un llamado a un examen de conciencia y a un compromiso.

Según esta parábola el Juez del universo no interroga al hombre acerca del género de teorías que tiene sobre Dios y el mundo. No interroga sobre la confesión de fe dogmática, sino que interroga únicamente sobre el amor. La caridad basta y salva al hombre. […] Un examen serio y honrado de nosotros mismos nos hace tomar conciencia de que este mensaje maravillosamente simple debe liberarnos, pero que también tiene que atormentarnos. Porque, ¿quién de nosotros puede decir que no ha pasado nunca sin detenerse junto a alguien que tenía hambre o sed, o junto a cualquiera que tenía necesidad de su ayuda? ¿Quien de nosotros puede afirmar que hace el bien sin segundas intenciones y que, incluso en su bondad hacia el otro no hay una parte de egoísmo, una parte de autosatisfacción y de interés personal?
Joseph Ratzinger

La espiritualidad que expresa Jesús de Nazaret no se edifica individualmente, haciendo caso omiso del dolor y de la lucha circundantes. Según el mensaje de este pasaje evangélico, solo el amor desinteresado y comprometido edifica y santifica a las personas, y en tal sentido, el juicio versará en torno de lo que se haya hecho o no en favor de los demás, de su hambre y sed en todas sus formas, de su salud, y de su libertad, y esa es la única asignatura en la que todos los hombres serán juzgados.

A la tarde [de la vida] te examinarán en el amor; aprende a amar como Dios quiere ser amado y deja tu condición.
San Juan de la Cruz, Dichos de luz y amor, 59